# Loma Linda
Loma Linda je město ve Spojených státech amerických. Nachází se v okrese San Bernardino County ve státě Kalifornie v jižní části San Bernardino Valley. Ve městě žije přibližně 25 tisíc obyvatel a jeho rozloha činí 19,5 km². Leží jižně od San Bernardina, se kterým zároveň sousedí. Leží v oblasti zvané Inland Empire. Na východě sousedí s městem Redlands a na západě s městem Colton. Nedaleko od města směrem na jih se dále nachází město Moreno Valley.
Městem protéká potok San Timoteo. Sídlí zde Loma Linda University. V minulosti ve městě působila potravinářská společnost La Loma Foods.